# .lt
.lt е интернет домейн от първо ниво за Литва. Представен е през 1992. Поддържа се и се администрира от Техническия унивеситет в Каунас.